# Liste der Rheinbrücken

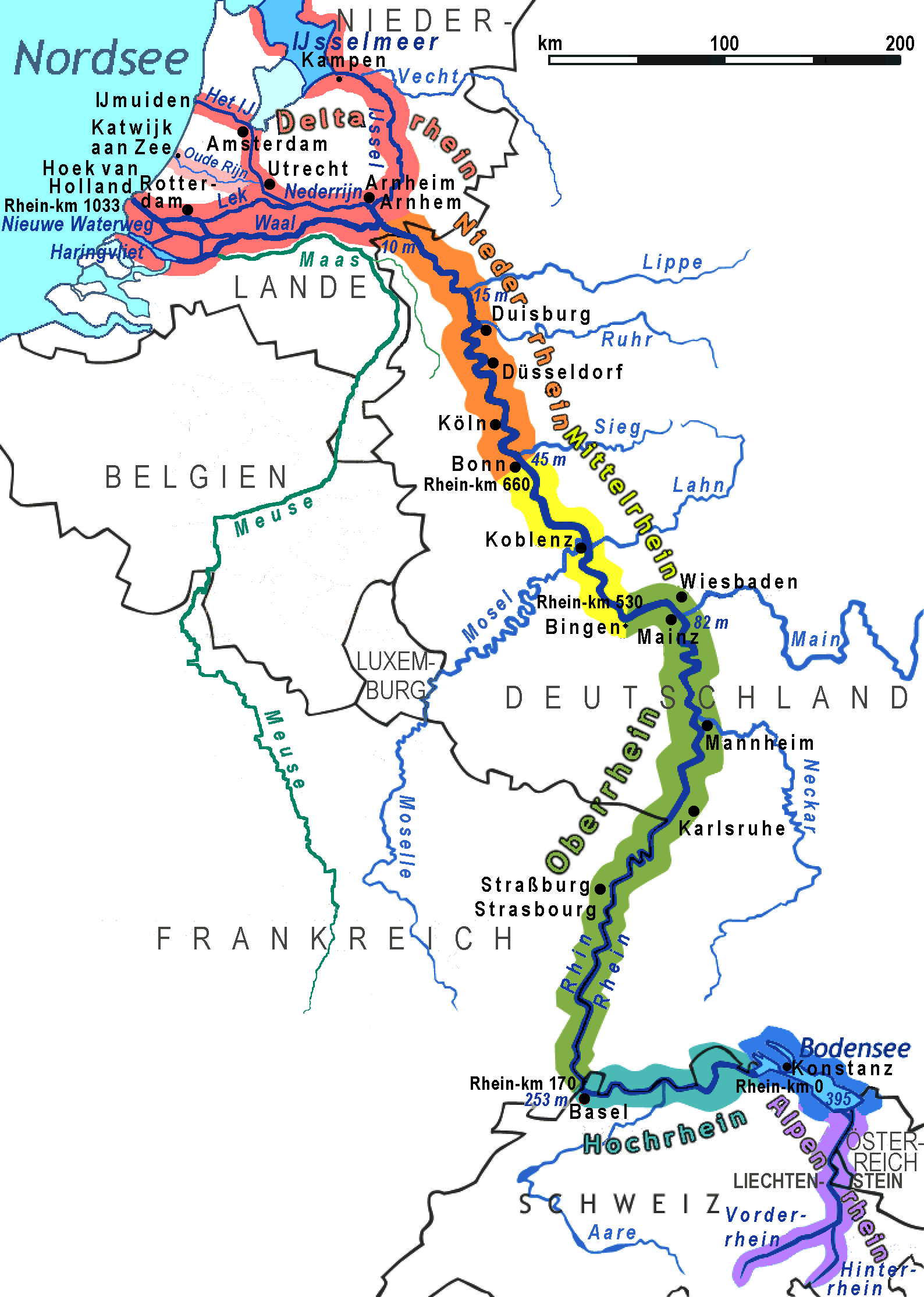
Karte des Rheins, Abschnitte:

Die Liste der Rheinbrücken nennt Brücken, die den Rhein bzw. seine Mündungsarme überqueren.

## Listen anderer Rheinquerungen
- Die Liste historischer Rheinbrücken nennt nicht mehr bestehende Brücken über den Rhein oder seine Mündungsarme, auch Pontonbrücken im Zweiten Weltkrieg.
- Die Liste der Rheinbrücken 1853 nennt Brücken, die nach einer zeitgenössischen Quelle damals den Rhein bzw. seine Mündungsarme überquerten; dies waren unterhalb von Basel vor allem Schiffbrücken über den Rhein und „fliegende Brücken“ (siehe Gierseilfähre#Rhein und Gierseilfähre#Sieg).
- Die Liste der Rheinfähren enthält gegenwärtig betriebene und frühere Fähren.

## Erläuterungen
In den nachstehenden Tabellen bedeuten
- Baujahr = Jahr der Eröffnung
- In der Spalte Funktion bedeutet S = Straßenbrücke; E = Eisenbahnbrücke; F, R = Brücke, die von Fußgängern und Radfahrern benutzt werden kann
- Rhein-km = die Farbe entspricht den Farben der Rhein-Abschnitte[1]
- Vorgänger = Baujahr der früheren Brücke(n)
- Die Symbolbilder in der Spalte Tragwerk haben folgende Bedeutung:

 Bogenbrücke mit abgehängter Fahrbahn
 Bogenbrücke mit obenliegender Fahrbahn
 Balkenbrücke
 Fachwerkbrücke
 Schrägseilbrücke
 Hängebrücke
 Hohlkastenbrücke
 Stein-Bogenbrücke
 Gedeckte Brücke
 Laufwasserkraftwerk
Die Sortierung erfolgt stromabwärts.

## Vorderrhein, Hinterrhein, Alpenrhein, Seerhein, Hochrhein
Von den zahlreichen Brücken über den Vorderrhein, den Hinterrhein und den Alpenrhein sind nur einige markante Brücken aufgeführt. Separate Listen enthalten alle Brücken dieser Flussabschnitte: Liste der Brücken über den Vorderrhein, Liste der Brücken über den Hinterrhein und Liste der Brücken über den Alpenrhein.
| Bild | Ort                                                          | Name                                 | Bau- jahr | Funk- tion | Verkehrs- weg                                   | Rhein- km     | Länge in m | Material           | Tragwerk                               | Vorgänger                    | Bemerkung |
| ---- | ------------------------------------------------------------ | ------------------------------------ | --------- | ---------- | ----------------------------------------------- | ------------- | ---------- | ------------------ | -------------------------------------- | ---------------------------- | --- |
|      | Danis-Tavanasa                                               | Rheinbrücke Tavanasa                 | 1928      | S F, R     |                                                 | Vorderrhein   |            | Beton              | Bogenbrücke mit obenliegender Fahrbahn | 1905                         | Die 1905 von Robert Maillart entworfene Tavanasa-Brücke wurde 1927 von einem Murgang zerstört.                                         |
|      | Rueun                                                        | Punt da Rueun                        | 1840      | (S) F, R   |                                                 |               | 44         | Holz               | Gedeckte Brücke                        |                              | Beschränkung auf max. 8 t |
|      | Sagogn–Valendas                                              | Rheinbrücke Valendas-Sagogn          | 1903      | (S) F, R   |                                                 |               | 61         | Stahl              | Fachwerkbrücke                         |                              | Beschränkung auf max. 9 t |
|      | Trin–Bonaduz                                                 | Punt Ruinaulta                       | 2010      | F, R       |                                                 |               | 105        | Holz, Stahl, Beton | Hängebrücke                            |                              | |
|      | Hinterrhein GR                                               | Alte Landbrugg                       | 1693      | F, R       |                                                 | Hinterrhein   | 38         | Stein              | Steinbogenbrücke                       |                              | 1935 renoviert |
|      | Sufers                                                       | Crestawaldbrücke                     | 1959      | S          | A13 · E43                                       |               | 124        | Beton              | Bogenbrücke mit obenliegender Fahrbahn |                              | Von Christian Menn |
|      | Via Mala                                                     | Via-Mala-Brücken                     | 1821      | (S) F, R   | H13                                             |               |            | Stein              | Bogenbrücke mit obenliegender Fahrbahn |                              | |
|      | Bonaduz – Domat/Ems                                          | Hinterrheinbrücke                    | 1895      | E F        |                                                 |               | 152        | Stahl              | Fachwerkbrücke                         |                              | Brücke der RhB |
|      | Tamins – Domat/Ems                                           | Emserbrücke                          | 1881      | S F, R     | H13                                             | Alpenrhein    | 70         | Stahl              | Fachwerkbrücke                         | 1819                         | auch: Alte Rheinbrücke Reichenau |
|      | Tamins – Domat/Ems                                           | Rheinbrücke Tamins (Reichenaubrücke) | 1962      | S F, R     | H19                                             |               | 158        | Beton              | Bogenbrücke mit obenliegender Fahrbahn | - . -                        | Von Christian Menn |
|      | Mastrils – Maienfeld                                         | Tardisbrücke                         | 2004      | S F, R     | H3 · H13                                        |               | 103        | Stahl              | Bogenbrücke mit abgehängter Fahrbahn   | 1529                         | 1529 Untere Zollbrücke, 1892–2004 Eisenkonstruktion                                                                                    |
|      | Bad Ragaz – Maienfeld                                        | Rheinbrücke Maienfeld                | 1885      | S F, R     | 449                                             |               | 123        | Stahl Beton        | Balkenbrücke                           |                              | Interkantonale Brücke (Kantonsgrenze St. Gallen – Graubünden)                                                                          |
|      | Bad Ragaz – Maienfeld                                        | Eisenbahnbrücke Bad Ragaz            | 1994      | E F, R     | Bahnstrecke Chur–Rorschach                      |               | 144        | Beton              | Hohlkastenbrücke                       | 1857 1928                    | Holzbrücke Stahlbrücke |
|      | Bad Ragaz – Fläsch                                           | Rheinbrücke Bad Ragaz                | 1962      | S          | A13 · E43                                       |               | 200        | Beton              | Hohlkastenbrücke                       |                              | Von Christian Menn Im Zuge des Ausbaus der A13 wurde zwischen 1971 und 1972 flussabwärts direkt daneben eine gleiche Brücke gebaut     |
|      | Sevelen (CH) – Vaduz (LI)                                    | Alte Rheinbrücke Vaduz–Sevelen       | 1901      | F, R       |                                                 |               | 135        | Holz               | Gedeckte Brücke                        | 1871                         | Letzte Holzbrücke am Alpenrhein, mehrfach saniert                                                                                      |
|      | Buchs SG (CH) – Schaan (LI)                                  | Eisenbahnbrücke Schaan–Buchs         | 1935      | E          | Bahnstrecke Feldkirch–Buchs                     |               | 190        | Stahl              | Fachwerkbrücke                         | 1872                         | Vorgänger in Hochwasser 1972 eingestürzt; Notbrücke 1927                                                                               |
|      | Diepoldsau                                                   | Rietbrücke                           | 1914      | S F, R     |                                                 |               | 258        | Stahl              | Fachwerkbrücke                         |                              | |
|      | Diepoldsau                                                   | Rheinbrücke Diepoldsau               | 1985      | S F, R     | 445                                             |               | 250        | Beton              | Schrägseilbrücke                       | 1913                         | |
|      | Widnau (CH) – Lustenau (A)                                   | Wiesenrainbrücke                     | 1914      | S, E F, R  | Dienstbahn der Internationalen Rheinregulierung |               | 260        | Stahl              | Fachwerkbrücke                         |                              | auch Neue Widnauer Brücke Das Bahngleis wird heute nur noch von der Museumsbahn benutzt                                                |
|      | St. Margrethen (CH) – Lustenau (A)                           | ÖBB-Rheinbrücke Lustenau             | 2013      | E          | Bahnstrecke St. Margrethen–Lauterach            |               | 276        | Stahl Beton        | Bogenbrücke mit abgehängter Fahrbahn   | 1872                         | Vorgänger wegen Hochwasserschutz ersetzt durch Stabbogenbrücke                                                                         |
|      | Fußach – Hard                                                | Rheinbrücke Hard–Fußach              | 1971      | S F, R     | Schweizer Straße                                |               | 255        | Stahl Beton        | Balkenbrücke                           | 1899                         | Neubau (Extradosed-Brücke) im Bau |
|      | Konstanz                                                     | Rheinbrücke Konstanz                 | 1938      | S, E F, R  | Hochrheinbahn                                   | Seerhein km 0 | 128        | Stahl              | Balkenbrücke                           | 1200 ..., 1860               | Zahlreiche hölzerne Jochbrücken, 1860 erste Eisenbrücke                                                                                |
|      | Konstanz                                                     | Fahrradbrücke                        | 1991      | F, R       |                                                 | 0             | 163        | Stahl              | Hohlkastenbrücke                       | - . -                        | |
|      | Konstanz                                                     | Schänzlebrücke                       | 1980      | S F, R     | B33                                             | 1             | 305        | Beton              | Hohlkastenbrücke                       | - . -                        | |
|      | Stein am Rhein                                               | Rheinbrücke Stein am Rhein           | 1974      | S F, R     |                                                 | Hochrhein 25  | 0111       | Beton              | Hohlkastenbrücke                       | 081                          | Rheinbrücke bereits durch Römer errichtet, zahlreiche weitere danach                                                                   |
|      | Hemishofen                                                   | Rheinbrücke Hemishofen               | 1980      | S F, R     | 332                                             | 28            | 345        | Beton              | Hohlkastenbrücke                       | - . -                        | |
|      | Hemishofen                                                   | Eisenbahnbrücke Hemishofen           | 1875      | E          | Bahnstrecke Etzwilen–Singen                     | 28            | 254        | Stahl              | Fachwerkbrücke                         | - . -                        | Museumszugbetrieb |
|      | Diessenhofen (CH) – Gailingen am Hochrhein (D)               | Rheinbrücke Diessenhofen–Gailingen   | 1816      | S F, R     |                                                 | 35            | 87         | Holz               | Gedeckte Brücke                        | 1180 (ca.), 1668             | Einzige vollständig erhaltene Holzbrücke am Hochrhein                                                                                  |
|      | Feuerthalen – Schaffhausen                                   | Rheinbrücke Feuerthalen              | 1895      | E          | Seelinie                                        | 44            | 262        | Stahl              | Fachwerkbrücke                         |                              | |
|      | Feuerthalen – Schaffhausen                                   | Rheinbrücke Schaffhausen–Feuerthalen | 1965      | S F, R     | H13 · H14 · H15                                 |               | 102        | Beton              | Hohlkastenbrücke                       | 1259, 1489, 1611, 1758, 1804 | Frühere Grubenmannbrücke |
|      | Schaffhausen                                                 | Kraftwerk Schaffhausen               | 1967      | F          |                                                 |               | 106        | Beton              | Laufwasserkraftwerk                    |                              | Fußweg mit Treppen über das Kraftwerk                                                                                                  |
|      | Flurlingen – Schaffhausen                                    | Rheinbrücke Schaffhausen–Flurlingen  | 1990      | S F, R     |                                                 |               | 99         | Beton              | Balkenbrücke                           | 1860, 1942                   | |
|      | Schaffhausen                                                 | Rheinbrücke N4                       | 1995      | S          | A4                                              |               | 152        | Beton              | Schrägseilbrücke                       | - . -                        | |
|      | Flurlingen – Neuhausen am Rheinfall                          | Rheinsteg Neuhausen–Flurlingen       | 1921      | S F, R     |                                                 | 47            | 99         | Stahl              | Fachwerkbrücke                         | - . -                        | |
|      | Laufen-Uhwiesen – Neuhausen am Rheinfall                     | Rheinbrücke bei Laufen               | 1857      | E F, R     | Rheinfallbahn                                   |               | 177        | Stein              | Bogenbrücke mit obenliegender Fahrbahn | - . -                        | |
|      | Laufen-Uhwiesen – Nohl                                       | Rheinsteg Nohl                       | 1956      | F, R       |                                                 |               | 109        | Beton              | Balkenbrücke                           | - . -                        | |
|      | Rheinau ZH                                                   | Kraftwerk Rheinau                    | 1957      | F, R       |                                                 | 55            | 117        | Stahl              | Laufwasserkraftwerk                    | - . -                        | Wehrbrücke über den Pfeilern des Wehrs                                                                                                 |
|      | Kloster Rheinau                                              | Brücke zur Klosterinsel              | 1934      | (S) F      |                                                 |               | 48         | Beton              | Bogenbrücke mit obenliegender Fahrbahn |                              | Bauwerk überquert den Kleinen Rhein |
|      | Rheinau ZH (CH) – Jestetten-Altenburg (D)                    | Rheinbrücke Rheinau–Altenburg        | 1806      | S F, R     |                                                 | 57            | 80         | Holz               | Gedeckte Brücke                        |                              | Gedeckte Holzbrücke mit beidseitig zwei Steinbögen, später durch Stahlträger verstärkt                                                 |
|      | Flaach – Rüdlingen                                           | Rheinbrücke Rüdlingen                | 1929      | S F, R     |                                                 | 67            | 121        | Stahl              | Balkenbrücke                           | 1873                         | |
|      | Eglisau                                                      | Rheinbrücke Eglisau                  | 1919      | S F, R     | H4                                              |               | 130        | Beton              | Bogenbrücke mit obenliegender Fahrbahn | 1240 ..., 1542, 1811         | |
|      | Eglisau                                                      | Eisenbahnbrücke Eglisau              | 1897      | E          | Bahnstrecke Eglisau–Neuhausen                   |               | 457        | Eisen              | Fachwerkbrücke                         |                              | |
|      | Glattfelden-Rheinsfelden (CH) – Hohentengen am Hochrhein (D) | Kraftwerk Eglisau-Glattfelden        | 1920      | (S) F, R   |                                                 |               | 220        | Beton              | Laufwasserkraftwerk                    |                              | Für Kfz gesperrt |
|      | Kaiserstuhl AG (CH) – Hohentengen am Hochrhein (D)           | Rheinbrücke Kaiserstuhl–Hohentengen  | 1985      | S F, R     |                                                 | 83            | 86         | Stahl              | Balkenbrücke                           | 1500 (ca.), 1823, 1891       | Querverbindung zwischen (CH) und L 161 (D)                                                                                             |
|      | Rekingen (CH) – Küssaberg-Reckingen (D)                      | Kraftwerk Reckingen                  | 1941      | F          |                                                 |               | 128        | Stahl              | Laufwasserkraftwerk                    |                              | Übergang über die Wehrbrücke nur mit Ausweis und zollfreien Waren                                                                      |
|      | Bad Zurzach (CH) – Küssaberg-Rheinheim (D)                   | Rheinbrücke Zurzach–Rheinheim        | 1907      | S F, R     | L 162                                           | 94            | 157        | Stahl              | Balkenbrücke                           | 368, 1269, 1907              | |
|      | Koblenz AG (CH) – Waldshut (D)                               | Rheinbrücke Waldshut–Koblenz         | 1859      | E          | Bahnstrecke Turgi–Koblenz–Waldshut              | 102           | 190        | Stahl              | Fachwerkbrücke                         | - . -                        | Erste und älteste Eisenbahnbrücke am Rhein, schmiedeeiserner Gitterträger                                                              |
|      | Koblenz AG (CH) – Waldshut (D)                               | Rheinbrücke Koblenz–Waldshut         | 1932      | S F, R     | B34 · H7                                        | 102           | 128        | Stahl              | Balkenbrücke                           |                              | |
|      | Leibstadt (CH) – Albbruck / Dogern (D)                       | Rheinkraftwerk Albbruck-Dogern       | 1933      | (S) F, R   |                                                 |               |            |                    | Laufwasserkraftwerk                    |                              | Die Kraftwerksanlage umfasst die Auhofinsel. 2 Übergänge von Ufer zu Ufer über die Insel, 1 Übergang über das Kraftwerk auf die Insel. |
|      | Laufenburg AG (CH) – Laufenburg (Baden) (D)                  | Hochrheinbrücke                      | 2004      | S F, R     | L 151a                                          | 116           | 225        | Beton              | Hohlkastenbrücke                       |                              | |
|      | Laufenburg AG (CH) – Laufenburg (Baden) (D)                  | Laufenbrücke                         | 1911      | (S) F, R   |                                                 | 121           | 90         | Stein              | Bogenbrücke mit obenliegender Fahrbahn | 1208, 1810                   | Gesperrt für allgemeine Kfz |
|      | Laufenburg AG (CH) – Laufenburg (Baden) (D)                  | Kraftwerk Laufenburg                 | 1914      | F          |                                                 | 122           | 230        | Beton              | Laufwasserkraftwerk                    |                              | Übergang seit 2014 von 1. Mai bis 31. Oktober täglich von 6 Uhr bis 22 Uhr für Fußgänger geöffnet.                                     |
|      | Stein AG (CH) – Bad Säckingen (D)                            | Holzbrücke Bad Säckingen             | 1699      | F          |                                                 |               | 203        | Holz               | Gedeckte Brücke                        | 1272 ..., 1590, 1650         | Mehrfach renoviert, Pfeiler durch Betonpfeiler mit Natursteinverkleidung ersetzt                                                       |
|      | Stein AG (CH) – Bad Säckingen (D)                            | Fridolinsbrücke                      | 1979      | S F, R     | B518                                            | 131           | 244        | Beton              | Hohlkastenbrücke                       | - . -                        | Vorgänger war die Holzbrücke Bad Säckingen                                                                                             |
|      | Rheinfelden AG (CH) – Schwörstadt (D)                        | Kraftwerk Ryburg-Schwörstadt         | 1931      | F, R       |                                                 | 143           | 240        | Beton              | Laufwasserkraftwerk                    |                              | |
|      | Rheinfelden AG (CH) – Rheinfelden (Baden) (D)                | Neues Wasserkraftwerk Rheinfelden    | 2010      | F, R       |                                                 | 147           | 380        | Beton              | Laufwasserkraftwerk                    |                              | KW löste altes KW Rheinfelden ab, das zurückgebaut wurde                                                                               |
|      | Rheinfelden AG (CH) – Rheinfelden (Baden) (D)                | Alte Rheinbrücke Rheinfelden         | 1912      | (S) F, R   |                                                 | 149           | 147        | Beton              | Bogenbrücke mit obenliegender Fahrbahn | 1165 ..., 1807               | Nur öffentlicher Kfz-Verkehr zugelassen. Die Brücke ist das Ende der Großschifffahrt auf dem Rhein.                                    |
|      | Rheinfelden AG (CH) – Rheinfelden (Baden) (D)                | Rheinfelder Brücke                   | 2006      | S F, R     | A861                                            | 151           | 211        | Beton              | Balkenbrücke                           | - . -                        | Verbindung zu , |
|      | Augst (CH) – Grenzach-Wyhlen (D)                             | Staustufe Augst/Wyhlen               | 1912      | F          |                                                 | 155           | 325        | Beton              | Laufwasserkraftwerk                    |                              | |
|      | Birsfelden                                                   | Kraftwerk Birsfelden                 | 1954      | F, R       |                                                 | 163           | 420 (ca.)  | Beton              | Laufwasserkraftwerk                    |                              | Hofstrasse über Wehr, Kraftwerk und Schleuse                                                                                           |
|      | Basel                                                        | Verbindungsbahnbrücke (neu)          | 2012      | E F        | Basler Verbindungsbahn                          | 164           | 240        | Beton              | Hohlkastenbrücke                       |                              | Unmittelbar oberhalb der alten Verbindungsbahnbrücke                                                                                   |
|      | Basel                                                        | Verbindungsbahnbrücke                | 1962      | E F        | Basler Verbindungsbahn                          | 164           | 216        | Stahl              | Balkenbrücke                           | 1873                         | 6,65 über HSW. |
|      | Basel                                                        | Schwarzwaldbrücke                    | 1973      | S F, R     | A2 · A3                                         | 164           | 233        | Beton              | Balkenbrücke                           | - . -                        | 6,88 über HSW. 10-spurige Autobahn- und Straßenbrücke, Anschluss an                                                                    |
|      | Basel                                                        | Wettsteinbrücke                      | 1995      | S F, R     |                                                 | 166           | 357        | Stahl              | Bogenbrücke mit obenliegender Fahrbahn | 1879                         | 6,50 über HSW. |
|      | Basel                                                        | Mittlere Brücke                      | 1905      | S F, R     |                                                 | 166           | 192        | Stein              | Bogenbrücke mit obenliegender Fahrbahn | 1225 ...                     | 4,80 über HSW. |

## Oberrhein
| Bild  | Ort                                   | Name                                     | Baujahr        | Funktion     | Verkehrsweg                  | Rheinkm | Länge in m | Material    | Tragwerk                                                             | Vorgänger            | Bemerkung |
| ----- | ------------------------------------- | ---------------------------------------- | -------------- | ------------ | ---------------------------- | ------- | ---------- | ----------- | -------------------------------------------------------------------- | -------------------- | --- |
|       | Basel                                 | Johanniterbrücke                         | 1967           | S F, R       |                              | 167     | 225        | Beton       | Balkenbrücke                                                         | 1882                 | 6,10 über HSW. |
|       | Basel                                 | Dreirosenbrücke                          | 2004           | S F, R       | Straße                       | 167     | 226        | Stahl       | Fachwerkbrücke                                                       | 1934                 | 7,80 über HSW. Doppelstockbrücke, oben Straße, unten Autobahn |
|       | Huningue – Weil am Rhein              | Dreiländerbrücke                         | 2007           | F, R         |                              | 170     | 248        | Stahl       | Bogenbrücke mit abgehängter Fahrbahn                                 |                      | 7,80 über HSW. Längste Stützweite aller Fußgängerbrücken |
|       | Huningue – Weil am Rhein              | Palmrainbrücke                           | 1979           | S F, R       | D 105                        | 171     | 288        | Beton       | Hohlkastenbrücke                                                     | 1878                 | 7,00 über HSW. 1878–1937 Eisenbahn-Brücke |
|       | Village-Neuf – Weil am Rhein          | Stauwehr Märkt                           | 1932           | F, R         |                              | 174     | 200        | Stahl       | Laufwasserkraftwerk                                                  |                      | Beginn des Rheinseitenkanals (französisch: Grand Canal d’Alsace), Zugang zur Rheininsel (Île du Rhin)                                                                      |
|       | Kembs                                 | Kraftwerk Kembs am Rheinseitenkanal      | 1932           | S F, R       |                              | 179     | 165        | Beton       | Laufwasserkraftwerk                                                  |                      | Ein Weg führt über das Kraftwerk, die Schleuse N° 1 und die Rheininsel zum Stauwehr Märkt.                                                                                 |
|       | Ottmarsheim – Neuenburg am Rhein      | Rheinbrücke Ottmarsheim                  | 1981           | S F, R       | A36                          | 194     | 250        | Beton       | Balkenbrücke                                                         | - . -                | 7,00 über HSW. Anschluss an |
|       | Chalampé – Neuenburg am Rhein         | Rheinbrücke Neuenburg–Chalampé           | 1962/1963      | E + S F, R   | 376 D 39                     | 199     | 219        | Stahl Beton | Fachwerkbrücke                                                       | 1878/1906, 1946      | 7,20 über HSW. Zwei Brücken nebeneinander über den Rhein + entsprechende Brücken über den Kanal.                                                                           |
|       | Fessenheim – Hartheim am Rhein        | Alain-Foechterle-Erich-Dilger-Brücke     | 2006           | S F, R       |                              | 210     | 210        | Stahl       | Balkenbrücke                                                         |                      | Kfz beschränkt auf max. 3,5 t. Verbindung über Rhein, Schleuse N° 3 und Kraftwerk Fessenheim                                                                               |
|       | Vogelgrun – Breisach am Rhein         | Julius-Leber-Brücke (Breisach–Vogelgrun) | 1962           | S F, R       | D 415                        | 225     | 283        | Stahl       | Hohlkastenbrücke                                                     | 1263, 1878           | Rheinbrücke Breisach seit Mittelalter, mehrfach erneuert; 1878 Eisenbahnbrücke bis 1945. Rheinbrücke wird durch Schleusen- und Kanalbrücke am Kraftwerk Vogelgrun ergänzt. |
|       | Artzenheim – Burkheim am Kaiserstuhl  | Stauwehr Burkheim                        | 1961           | F, R         |                              | 235     | 195        | Stahl       | Laufwasserkraftwerk                                                  | - . -                | Teil des Kraftwerks Marckolsheim 8 km flussabwärts |
|       | Marckolsheim – Sasbach am Kaiserstuhl | Rheinbrücke Sasbach–Marckolsheim         | 1984           | S F, R       | L 113 D 424                  | 240     | 268        | Beton       | Hohlkastenbrücke                                                     | - . -                | Verbindung zur Rheininsel, Anschluss an Brücke über Schleuse und Kraftwerk Marckolsheim                                                                                    |
| Foto? | Schœnau – Weisweil                    | Stauwehr Rhinau                          | 1963           | F, R         |                              | 249     | 170        | Beton       | Laufwasserkraftwerk                                                  |                      | Teil des Kraftwerks Rhinau (Diebolsheim) 7,5 km flussabwärts. Stauwehr bietet Zugang zur Rheininsel, Schleuse und Kraftwerk.                                               |
| Foto? | Gerstheim – Schwanau                  | Stauwehr Nonnenweier                     | 1967           | S F, R       | L 100 D 426                  | 268     | 150        | Beton       | Laufwasserkraftwerk                                                  |                      | Teil des Kraftwerks Gerstheim 4 km flussabwärts. Stauwehr bietet Zufahrt zur Rheininsel, Schleuse und Kraftwerk                                                            |
|       | Eschau (Bas-Rhin) – Neuried (Baden)   | Pierre-Pflimlin-Brücke                   | 2002           | S F, R       | N 353 L 98                   | 283     | 971        | Beton       | Hohlkastenbrücke                                                     | - . -                | Südumfahrung von Straßburg |
| Foto? | Straßburg – Neuried (Baden)           | Stauwehr Straßburg                       | 1970           | F, R         |                              | 284     |            |             |                                                                      |                      | Teil des Kraftwerks Straßburg 3 km flussabwärts. Stauwehr bietet Zugang zur Rheininsel, Schleuse und Kraftwerk                                                             |
|       | Straßburg – Kehl                      | Passerelle des Deux Rives                | 2004           | F, R         |                              | 292     | 387        | Stahl       | Schrägseilbrücke                                                     | - . -                | |
|       | Straßburg – Kehl                      | Europabrücke                             | 1960           | S F, R       | N 4                          | 293     | 245        | Beton       | Balkenbrücke                                                         | 1388 ..., 1897, 1951 | Verkehrsreichster Grenzübergang Baden – Elsass (2003). 7,20 über HSW. |
|       | Straßburg – Kehl                      | Trambrücke Kehl                          | 2017           | E F, R       | Straßenbahn Straßburg        | 293     | 245        | Stahl       |                                                                      |                      | Beatus-Rhenanus-Brücke |
|       | Straßburg – Kehl                      | Rheinbrücke Kehl                         | 2010           | E            | Europabahn                   | 293     | 283        | Stahl       | Fachwerkbrücke                                                       | 1861 u. 1956         | 6,75 über HSW. |
|       | Gambsheim – Rheinau (Baden)           | Staustufe Rheinau-Gambsheim              | 1974           | S F, R       | D 2 L 87                     | 309     | 140        | Beton       | Laufwasserkraftwerk                                                  | - . -                | |
|       | Roppenheim – Iffezheim                | Rheinkraftwerk Iffezheim                 | 1978 2013      | S            | D 4                          | 334     | 140        | Beton       | Laufwasserkraftwerk                                                  | - . -                | Unterstes Laufwasserkraftwerk am Rhein |
|       | Beinheim – Rastatt-Wintersdorf        | Rheinbrücke Wintersdorf                  | 1895/1975      | S (E) F, R   | D 87 L 78b                   | 335     | 457        | Stahl       | Fachwerkbrücke                                                       | - . -                | 1895 als Eisenbahnbrücke gebaut, 1960 auch S, 1975 teilweiser Neubau, Eisenbahn 1966/98 eingestellt                                                                        |
|       | Wörth am Rhein – Karlsruhe-Maxau      | Rheinbrücke Maxau (E)                    | 1991/2000      | E            | Bahnstrecke Winden–Karlsruhe | 362     | 292        | Stahl       | Fachwerkbrücke                                                       | 1938, 1947           | |
|       | Wörth am Rhein – Karlsruhe-Maxau      | Rheinbrücke Maxau (S)                    | 1966           | S F, R       | B10                          | 362     | 292        | Stahl       | Schrägseilbrücke                                                     | 1938                 | 8,90 über HSW. |
|       | Germersheim                           | Rheinbrücke Germersheim                  | 1967           | E            | Bruhrainbahn                 | 384     | 268        | Stahl       | Fachwerkbrücke                                                       | 1877                 | |
|       | Germersheim – Bruchsal                | Rudolf-von-Habsburg-Brücke               | 1971           | S F, R       | B35                          | 385     | 605        | Stahl       | Balkenbrücke                                                         | - . -                | |
|       | Speyer – Hockenheim                   | Salierbrücke                             | 1956           | S F, R       | B39                          | 400     | 325        | Stahl       | Balkenbrücke                                                         | 1938 (E + S)         | |
|       | Speyer – Hockenheim                   | Rheinbrücke Speyer (A 61)                | 1974           | S            | A61                          | 403     | 456        | Stahl       | Schrägseilbrücke                                                     | - . -                | |
|       | Ludwigshafen am Rhein – Mannheim      | Konrad-Adenauer-Brücke                   | 1955/1959/1999 | E, E, S F, R | B37                          | 424     | 274        | Stahl       | Fachwerkbrücke · Bogenbrücke mit abgehängter Fahrbahn · Balkenbrücke | 1867, 1932           | Drei Brücken nebeneinander |
|       | Ludwigshafen – Mannheim               | Kurt-Schumacher-Brücke                   | 1972           | S F, R       | B44                          | 425     | 433        | Stahl       | Schrägseilbrücke                                                     | - . -                | Das aus mehreren Brücken bestehende Bauwerk ist 1500 m lang. |
|       | Frankenthal                           | Theodor-Heuss-Brücke                     | 1950/1964      | S F, R       | A6                           | 432     | 830        | Stahl       | Balkenbrücke                                                         | - . -                | Baubeginn 1938, zwei Fahrstreifen fertig 1950, Rest 1964. Fuß- und Radweg im Mittelstreifen.                                                                               |
|       | Worms                                 | Nibelungenbrücke Worms                   | 1953/2008      | S F, R       | B47                          | 443     | 744        | Beton       | Hohlkastenbrücke                                                     | 1900                 | Zwei parallele Brücken |
|       | Worms                                 | Rheinbrücke Worms                        | 1960           | E            | Riedbahn                     | 445     | 930        | Stahl       | Fachwerkbrücke                                                       | 1900, 1948           | |
|       | Mainz-Weisenau – Ginsheim-Gustavsburg | Weisenauer Brücke                        | 1962           | S F, R       | A60                          | 493     | 411        | Stahl       | Balkenbrücke                                                         | - . -                | |
|       | Mainz – Ginsheim-Gustavsburg          | Südbrücke                                | 1949           | E F, R       | Rhein-Main-Bahn Mainbahn     | 496     | 839        | Stahl       | Fachwerkbrücke                                                       | 1862, 1912           | Ursprünglich 1028 m lang |
|       | Mainz – Wiesbaden                     | Theodor-Heuss-Brücke                     | 1885           | S F, R       | B40                          | 498     | 475        | Stahl       | Bogenbrücke mit obenliegender Fahrbahn                               |                      | Wiederaufbau 1950 abgeschlossen |
|       | Mainz – Wiesbaden                     | Kaiserbrücke bzw. Nordbrücke             | 1955           | E F, R       | Umgehungsbahn Mainz          | 500     | 789        | Stahl       | Fachwerkbrücke                                                       | 1904                 | |
|       | Mainz – Wiesbaden                     | Schiersteiner Brücke                     | 1962           | S F, R       | A643                         | 504     | 1282       | Stahl       | Balkenbrücke                                                         | - . -                | stählerne, 310 m lange Strombrücke + Vorland-Spannbetonbrücken. Neubau in Arbeit                                                                                           |

## Mittelrhein
| Bild | Ort                           | Name                        | Baujahr | Funktion | Verkehrsweg | Rhein- km | Länge in m | Material | Tragwerk         | Vorgänger | Bemerkung                                                                                   |
| ---- | ----------------------------- | --------------------------- | ------- | -------- | ----------- | --------- | ---------- | -------- | ---------------- | --------- | ------------------------------------------------------------------------------------------- |
|      | Koblenz                       | Südbrücke                   | 1975    | S F, R   | B327        | 588       | 442        | Stahl    | Balkenbrücke     | - . -     |                                                                                             |
|      | Koblenz                       | Horchheimer Eisenbahnbrücke | 1961    | E F, R   |             | 588       | 312        | Stahl    | Balkenbrücke     | 1879      |                                                                                             |
|      | Koblenz                       | Pfaffendorfer Brücke        | 1953    | S F, R   | B49         | 590       | 311        | Stahl    | Balkenbrücke     | 1864      | Ursprünglich E-Brücke, 1934 zur S-Brücke umgebaut. Neubau in Planung.                       |
|      | Insel Niederwerth – Vallendar | Niederwerther Brücke        | 1958    | S F, R   |             | 595       | 195        | Beton    |                  | - . -     | Brücke nur über den rechten Rheinarm. 6,00 über HSW.                                        |
|      | Koblenz – Bendorf             | Bendorfer Brücke            | 1965    | S F, R   | A48         | 598       | 1029       | Beton    | Hohlkastenbrücke | - . -     | Größte Stützweite aller Spannbeton-Hohlkastenbrücken ursprünglich weltweit, jetzt noch in D |
|      | Urmitz – Neuwied-Engers       | Urmitzer Eisenbahnbrücke    | 1954    | E F, R   |             | 602       | 430        | Stahl    | Fachwerkbrücke   | 1918      |                                                                                             |
|      | Weißenthurm – Neuwied         | Raiffeisenbrücke            | 1978    | S F, R   | B256        | 607       | 485        | Stahl    | Schrägseilbrücke | 1935      |                                                                                             |
|      | Bonn                          | Konrad-Adenauer-Brücke      | 1972    | S F, R   | A562        | 651       | 770        | Stahl    | Hohlkastenbrücke | - . -     |                                                                                             |
|      | Bonn                          | Kennedybrücke               | 1949    | S F, R   | B56         | 654       | 394        | Stahl    | Balkenbrücke     | 1898      | 2011 Sanierung                                                                              |
|      | Bonn                          | Friedrich-Ebert-Brücke      | 1967    | S F, R   | A565        | 657       | 1290       | Stahl    | Schrägseilbrücke | - . -     | Sanierung geplant 2016–2020                                                                 |

## Niederrhein
| Bild | Ort                                      | Name                                | Baujahr        | Funktion | Verkehrsweg                 | Rhein- km | Länge in m | Material | Tragwerk                             | Vorgänger             | Bemerkung |
| ---- | ---------------------------------------- | ----------------------------------- | -------------- | -------- | --------------------------- | --------- | ---------- | -------- | ------------------------------------ | --------------------- | --- |
|      | Köln                                     | Rheinbrücke Köln-Rodenkirchen       | 1941 1954 1994 | S F, R   | A4                          | 683       | 567        | Stahl    | Hängebrücke                          | - . -                 | Wiederaufbau 1954, Erweiterung 1994, dabei Beton- durch Stahlplatte ersetzt (Planung einer nochmaligen Erweiterung aufgrund geplanten vierspurigen Ausbaus der A 4 zwischen den Kreuzen Köln-Süd und Köln-Gremberg) |
|      | Köln                                     | Südbrücke                           | 1910           | E F, R   | Güter- umgehungs- bahn Köln | 685       | 536        | Stahl    | Bogenbrücke mit abgehängter Fahrbahn | - . -                 | Wiederaufbau 1950 |
|      | Köln                                     | Severinsbrücke                      | 1959           | S F, R   | B55                         | 687       | 691        | Stahl    | Schrägseilbrücke                     | - . -                 | |
|      | Köln                                     | Deutzer Brücke                      | 1948 1980      | S F, R   |                             | 687       | 437        | Stahl    | Hohlkastenbrücke                     | 1915                  | Erste Stahlkastenträgerbrücke der Welt. Zweite parallele Brücke als Stahlbetonhohlkasten. |
|      | Köln                                     | Hohenzollernbrücke                  | 1911           | E F, R   |                             | 688       | 409        | Stahl    | Bogenbrücke mit abgehängter Fahrbahn | 1859                  | 1959 Wiederaufbau abgeschlossen; 1989 zusätzlicher nördlicher Brückenzug |
|      | Köln                                     | Zoobrücke                           | 1966           | S F, R   | B55a                        | 690       | 597        | Stahl    | Hohlkastenbrücke                     | - . -                 | |
|      | Köln                                     | Mülheimer Brücke                    | 1951           | S F, R   | B51                         | 692       | 683        | Stahl    | Hängebrücke                          | 1929                  | |
|      | Köln – Leverkusen                        | Rheinbrücke Leverkusen              | 1965           | S F, R   | A1                          | 701       | 1061       | Stahl    | Schrägseilbrücke                     | - . -                 | Neubau in Bau, Freigabe 1. Brückenhälfte 2024 |
|      | Neuss – Düsseldorf                       | Fleher Brücke                       | 1979           | S F, R   | A46                         | 732       | 1166       | Stahl    | Schrägseilbrücke                     | - . -                 | Höchster Brückenpylon in Deutschland |
|      | Neuss – Düsseldorf                       | Josef-Kardinal-Frings-Brücke        | 1951           | S F, R   | B1                          | 737       | 780        | Stahl    | Hohlkastenbrücke                     | - . -                 | 8,60 über HSW. |
|      | Neuss – Düsseldorf                       | Hammer Eisenbahnbrücke              | 1987           | E        |                             | 738       | 814        | Stahl    | Bogenbrücke mit abgehängter Fahrbahn | 1870, 1911/1912, 1946 | |
|      | Düsseldorf                               | Rheinkniebrücke                     | 1969           | S F, R   |                             | 743       | 1519       | Stahl    | Schrägseilbrücke                     | - . -                 | Teil der Düsseldorfer Brückenfamilie |
|      | Düsseldorf                               | Oberkasseler Brücke                 | 1976           | S F, R   |                             | 744       | 614        | Stahl    | Schrägseilbrücke                     | 1898, 1948            | Teil der Düsseldorfer Brückenfamilie |
|      | Düsseldorf                               | Theodor-Heuss-Brücke                | 1957           | S F, R   | B7                          | 746       | 476        | Stahl    | Schrägseilbrücke                     | - . -                 | Teil der Düsseldorfer Brückenfamilie |
|      | Meerbusch – Düsseldorf                   | Flughafenbrücke                     | 2002           | S F, R   | A44                         | 752       | 1286       | Stahl    | Schrägseilbrücke                     | - . -                 | „Rheinquerung Ilverich“ |
|      | Krefeld-Uerdingen – Duisburg-Mündelheim  | Krefeld-Uerdinger Brücke            | 1950           | S F, R   | B288                        | 764       | 860        | Stahl    |                                      | 1936                  | Gerberträgerbrücke, Zügelgurtbrücke |
|      | Duisburg-Rheinhausen – Duisburg-Hochfeld | Duisburg-Hochfelder Eisenbahnbrücke | 1949           | E F, R   |                             | 774       | 945        | Stahl    |                                      | 1873, 1927            | |
|      | Duisburg-Rheinhausen – Duisburg-Hochfeld | Brücke der Solidarität              | 1950           | S F, R   | Moerser Str.                | 775       | 715        | Stahl    | Bogenbrücke mit abgehängter Fahrbahn | 1936                  | Name erinnert an Stahlkrise 1988 8,85 über HSW. |
|      | Duisburg                                 | Rheinbrücke Neuenkamp               | 1971           | S F, R   | A40                         | 778       | 774        | Stahl    | Schrägseilbrücke                     | - . -                 | Neubau geplant[veraltet] |
|      | Duisburg-Homberg – Duisburg-Ruhrort      | Friedrich-Ebert-Brücke              | 1954           | S F, R   | L 140                       | 780       | 635        | Stahl    | Hängebrücke                          | 1907                  | |
|      | Duisburg – Beeckerwerth                  | Haus-Knipp-Eisenbahnbrücke          | 1912           | E        |                             | 785       | 967        | Stahl    | Bogenbrücke mit abgehängter Fahrbahn | - . -                 | 1946 wiederaufgebaut |
|      | Duisburg-Beeckerwerth                    | Beeckerwerther Brücke               | 1990           | S F, R   | A42                         | 785       | 1030       | Stahl    | Schrägseilbrücke                     | - . -                 | |
|      | Wesel                                    | Niederrheinbrücke Wesel             | 2009           | S F, R   | B58                         | 814       | 773        | Stahl    | Schrägseilbrücke                     | 1917, 1946, 1950      | |
|      | Rees                                     | Rheinbrücke Rees-Kalkar             | 1967           | S F, R   | B67                         | 838       | 983        | Stahl    | Schrägseilbrücke                     | - . -                 | |
|      | Emmerich am Rhein                        | Rheinbrücke Emmerich                | 1965           | S F, R   | B220                        | 853       | 803        | Stahl    | Hängebrücke                          | - . -                 | Längste Hängebrücke in D |

## Waal, Merwede, Noord, Nieuwe Maas
| Bild | Ort                                  | Name                          | Baujahr | Funktion | Verkehrsweg | Rhein- km | Länge in m | Material | Tragwerk                             | Vorgänger | Bemerkung                                   |
| ---- | ------------------------------------ | ----------------------------- | ------- | -------- | ----------- | --------- | ---------- | -------- | ------------------------------------ | --------- | ------------------------------------------- |
|      | Nijmegen                             | Waalbrücke Nijmegen           | 1936    | S F, R   | N325        | 883       | 604        | Stahl    | Bogenbrücke mit abgehängter Fahrbahn | - . -     |                                             |
|      | Nijmegen                             | Snelbinder                    | 2004    | F, R     |             | 884       | 2000       | Stahl    | Fachwerkbrücke                       | - . -     |                                             |
|      | Nijmegen                             | Eisenbahnbrücke Nijmegen      | 1983    | E        |             | 884       | 675        | Stahl    | Fachwerkbrücke                       | 1879      |                                             |
|      | Nijmegen                             | De Oversteek                  | 2013    | S F, R   | S100        | 886       | 1195       | Stahl    | Bogenbrücke mit abgehängter Fahrbahn | - . -     |                                             |
|      | Beuningen-Ewijk                      | Tacitusbrücke                 | 1971    | S F, R   | A50         | 893       | 1055       | Stahl    | Schrägseilbrücke                     | - . -     | 2013 parallele Brücke                       |
|      | Beneden-Leeuwen – Echteld; nahe Tiel | Prinz-Willem-Alexander-Brücke | 1974    | S F, R   | N323        | 911       | 1419       | Stahl    | Schrägseilbrücke                     | - . -     |                                             |
|      | Zaltbommel – Waardenburg             | Dr.-W.-Hupkes-Brücke          | 1869    | E        |             | 933       | 863        | Stahl    | Fachwerkbrücke                       | - . -     | 1932 Überbau für zweites Gleis              |
|      | Zaltbommel – Waardenburg             | Martinus-Nijhoff-Brücke       | 1996    | S F, R   | A2          | 933       | 988        | Beton    | Schrägseilbrücke                     | 1933      | Brücke von Bommel von 1933; 2008 abgerissen |
|      | Gorinchem                            | Merwedebrücke bei Gorinchem   | 1961    | S F, R   | A27         | 957       | 793        | Stahl    | Bogenbrücke mit abgehängter Fahrbahn | - . -     | Mit Klappbrücke                             |
|      | Dordrecht – Sliedrecht               | Baanhoekbrücke                | 1983    | E F, R   |             | 971       | 466        | Stahl    | Fachwerkbrücke                       | 1885      |                                             |
|      | Dordrecht – Papendrecht              | Merwedebrücke Papendrecht     | 1967    | S F, R   | N3          | 974       | 1032       | Stahl    | Bogenbrücke mit abgehängter Fahrbahn | - . -     | Mit Klappbrücke                             |
|      | Hendrik-Ido-Ambacht – Alblasserdam   | Brücke über die Noord         | 1939    | S F, R   | N915        | 980       | 900        | Stahl    | Bogenbrücke mit abgehängter Fahrbahn | - . -     | Mit Klappbrücke. Daneben Noordtunnel (1962) |
|      | Rotterdam                            | Van Brienenoordbrug           | 1965    | S F, R   | A16         | 995       | 1320       | Stahl    | Bogenbrücke mit abgehängter Fahrbahn | - . -     | 1990 parallele Brücke                       |
|      | Rotterdam                            | Willemsbrücke                 | 1981    | S F, R   |             | 1000      | 356        | Stahl    | Schrägseilbrücke                     | 1878      |                                             |
|      | Rotterdam                            | Erasmusbrücke                 | 1996    | S F, R   | S106 · S122 | 1001      | 802        | Stahl    | Schrägseilbrücke                     | - . -     | Mit Klappbrücke                             |

## Nederrijn – Lek
| Bild | Ort       | Name                      | Baujahr    | Funktion | Verkehrsweg | Rhein- km | Länge in m | Material | Tragwerk                             | Vorgänger | Bemerkung |
| ---- | --------- | ------------------------- | ---------- | -------- | ----------- | --------- | ---------- | -------- | ------------------------------------ | --------- | --- |
|      | Arnhem    | Andrei-Sacharow-Brücke    | 1987       | S F, R   | N325        | 880       | 760        | Beton    | Hohlkastenbrücke                     | - . -     | |
|      | Arnhem    | John-Frost-Brücke         | 1948       | S F, R   |             | 882       | 601        | Stahl    | Bogenbrücke mit abgehängter Fahrbahn | 1935      | |
|      | Arnhem    | Nelson-Mandela-Brücke     | 1977       | S F, R   | N225        | 883       |            | Beton    | Hohlkastenbrücke                     | - . -     | |
|      | Arnhem    | Eisenbahnbrücke Arnheim   | 1952       | E        |             | 887       | 490        | Stahl    | Bogenbrücke mit abgehängter Fahrbahn | 1879      | |
|      | Heteren   | Autobahnbrücke Heteren    | 1972       | S F, R   | A50         | 894       | 973        | Beton    | Hohlkastenbrücke                     | - . -     | |
|      | Rhenen    | Straßenbrücke Rhenen      | 1957       | S F, R   | N233        | 909       | 534        | Stahl    | Hohlkastenbrücke                     | 1883      | Zuerst als Eisenbahnbrücke. 1944 zerstört und auf den Originalfundamenten als Straßenbrücke wiederaufgebaut. |
|      | Culemborg | Eisenbahnbrücke Culemborg | 1983       | E        |             | 940       | 670        | Stahl    | Bogenbrücke mit abgehängter Fahrbahn | 1868      | Erster Halbparabelträger, erste stählerne Eisenbahnbrücke                                                    |
|      | Vianen    | Lekbrücke der A 27        | 1981       | S F, R   | A27         | 951       | 740        | Stahl    |                                      | - . -     | |
|      | Vianen    | Alte Lekbrücke            | 1949       | (S) F, R |             | 951       | 532        | Stahl    | Bogenbrücke mit abgehängter Fahrbahn | 1936      | stillgelegt                                                                                                  |
|      | Vianen    | Jan-Blanken-Brücke        | 1999, 2005 | S F, R   | A2          | 954       | 532        | Beton    |                                      |           | Zwei parallele Brücken                                                                                       |

## IJssel
| Bild | Ort                  | Name                      | Baujahr    | Funktion  | Verkehrsweg | Rhein- km | Länge in m | Material | Tragwerk                             | Vorgänger              | Bemerkung              |
| ---- | -------------------- | ------------------------- | ---------- | --------- | ----------- | --------- | ---------- | -------- | ------------------------------------ | ---------------------- | ---------------------- |
|      | Arnhem – Westervoort | Brücke bei Westervoort    | 1981, 1984 | E, S F, R |             | 881       | 467        | Stahl    | Fachwerkbrücke                       | 1856, 1901, 1945, 1971 | Vier parallele Brücken |
|      | Velp                 | Velper IJsselbrücke       |            | S F, R    | A12         | 883       | 536        | Stahl    |                                      |                        |                        |
|      | Doesburg             | Alexander Ver Huellbrücke |            | S F, R    | N317        | 902       | 140        | Stahl    | Bogenbrücke mit abgehängter Fahrbahn |                        |                        |
|      | Zutphen              | Cortenoeverse Brücke      |            | S F, R    | N348        | 923       | 804        | Beton    |                                      |                        |                        |
|      | Zutphen              | Alte IJsselbrücke         | 1865       | E, S F, R |             | 925       | 330        | Stahl    | Fachwerkbrücke                       |                        | Zwei parallele Brücken |
|      | Deventer             | IJsselbrücke der A1       | 1972       | S         | A1          | 942       | 1090       | Beton    | Hohlkastenbrücke                     |                        |                        |
|      | Deventer             | Wilhelminabrücke          | 1948       | S F, R    | N344        | 944       | 584        | Stahl    | Bogenbrücke mit abgehängter Fahrbahn | 1943                   |                        |
|      | Deventer             | Eisenbahnbrücke Deventer  | 1982       | E F, R    |             | 945       | 507        | Stahl    | Fachwerkbrücke                       | 1887, 1946             |                        |
|      | Zwolle               | Hanzeboog                 | 2011       | E F, R    | Hanzelijn   | 978       | 1000       | Stahl    | Bogenbrücke mit abgehängter Fahrbahn | 1864, 1935, 1946       |                        |
|      | Zwolle               | IJsselbrücke Zwolle       | 1947       | S F, R    |             | 979       | 444        | Stahl    | Bogenbrücke mit abgehängter Fahrbahn | 1930                   |                        |
|      | Zwolle               | Neue IJsselbrücke Zwolle  | 1970       | S F, R    | A28         | 980       | 665        | Beton    |                                      | - . -                  |                        |
|      | Kampen               | Molenbrücke               | 1983       | S F, R    | N764        | 993       | 600        | Stahl    | Schrägseilbrücke                     | - . -                  |                        |
|      | Kampen               | Stadtbrücke               | 1999       | S F, R    |             | 995       | 210        | Stahl    |                                      | 1448                   | Mit Hubbrücke          |
|      | Kampen               | Eilandbrug                | 2003       | S         | N50         | 996       | 412        | Beton    | Schrägseilbrücke                     | - . -                  | Mit Klappbrücke        |

## Oude Maas
| Bild | Ort                     | Name                      | Baujahr | Funktion  | Verkehrsweg                 | Rhein- km | Länge in m | Material | Tragwerk       | Vorgänger | Bemerkung       |
| ---- | ----------------------- | ------------------------- | ------- | --------- | --------------------------- | --------- | ---------- | -------- | -------------- | --------- | --------------- |
|      | Dordrecht – Zwijndrecht | Eisenbahnbrücke Dordrecht | 1997    | E         | Bahnstrecke Breda–Rotterdam |           |            | Stahl    | Fachwerkbrücke | 1872      | Mit Hebebrücke  |
|      | Dordrecht – Zwijndrecht | Stadtbrücke               | 1940    | S F, R    |                             |           |            | Stahl    | Fachwerkbrücke |           | Mit Klappbrücke |
|      | Rotterdam               | Spijkenisser Brücke       | 1978    | S F, R    | N492                        |           | 415        | Stahl    | Fachwerkbrücke | 1903      | Hebebrücke      |
|      | Rotterdam               | Botlekbrug                | 2015    | E, S F, R | Havenspoorlijn Rotterdam    |           | 1200       | Stahl    | Fachwerkbrücke | 1955      | Mit Hebebrücke  |

## Hollands Diep
| Bild | Ort         | Name                     | Baujahr | Funktion | Verkehrsweg                 | Rhein- km | Länge in m | Material | Tragwerk       | Vorgänger  | Bemerkung                                               |
| ---- | ----------- | ------------------------ | ------- | -------- | --------------------------- | --------- | ---------- | -------- | -------------- | ---------- | ------------------------------------------------------- |
|      | Moerdijk    | Eisenbahnbrücke von 1955 | 1955    | E        | Bahnstrecke Breda–Rotterdam |           |            | Stahl    | Fachwerkbrücke | 1872, 1946 |                                                         |
|      | Moerdijk    | Hollandsch-Diep-Brücke   | 2006    | E        | HSL Zuid                    |           | 2000       | Stahl    |                |            | Längste Hochgeschwindigkeits-Bahnbrücke der Niederlande |
|      | Moerdijk    | Autobahnbrücke Moerdijk  | 1978    | S F, R   | A16                         |           | 1041       | Stahl    |                | 1936       |                                                         |
|      | Cromstrijen | Haringvliet-Brücke       | 1964    | S F, R   | A29                         |           | 1200       | Stahl    |                |            | Mit Klappbrücke                                         |

## Pläne für neue Brücken
Es gibt ein Gutachten, „Verbesserung des Schienenpersonennahverkehrs (SPNV) zwischen Köln, Flughafen Köln/Bonn und Bonn“ zur S 13-Planung, in Auftrag gegeben vom Verkehrsministerium des Landes NRW.
Eine Straßenbrücke über den Rhein südlich von Köln ist im Gespräch. Der damalige NRW-Verkehrsminister Michael Groschek (SPD) befürwortete 2013 den Bau einer solchen Rheinquerung. Das Bauwerk wurde als Projekt des Landes NRW in den Bundesverkehrswegeplan 2030 mit der Kategorie „vordringlicher Bedarf“ aufgenommen; es wird als Projekt Rheinspange 553" geführt (als Verlängerung der linksrheinischen BAB 553 über den Rhein hinweg zur BAB 59). Es würde damit vor allem die Autobahnen A 59 und A 555 zwischen Köln und Bonn miteinander verbinden und könnte etwa 200 Mio. Euro kosten.
An einer ähnlichen Stelle soll für die Linie 17 der Stadtbahn Köln eine neue Rheinbrücke zwischen Godorf und Langel entstehen. Die Strecke soll linksrheinisch an die Rheinuferbahn anschließen und durch die Nord-Süd-Stadtbahn den Kölner Hauptbahnhof erreichen, rechtsrheinisch soll die Strecke bis nach Bonn-Beuel führen, wo über die Kennedybrücke wieder der linksrheinische Bonner Hauptbahnhof erreicht wird.
Die Planungen zum Bau der Mittelrheinbrücke zwischen Sankt Goar und Sankt Goarshausen im UNESCO-Welterbe Oberes Mittelrheintal werden seit 2011 von der Landesregierung Rheinland-Pfalz nicht weiter verfolgt. Hier verfügt der Rhein zwischen Mainz und Koblenz auf einer Strecke von 84 Kilometern über keine Rheinquerung.
Eine weitere Brücke ist im Bereich zwischen Ingelheim Ingelheim / Bingen und Rüdesheim im Gespräch. Hier hat sich eine Bürgerinitiative gebildet, die für die Prüfung aller Optionen votiert.
Es gibt seit Jahrzehnten umstrittene Ansätze zu einer Rheinbrücke bei Altrip südlich von Ludwigshafen sowie zu einer zweiten Rheinbrücke bei Karlsruhe.
Es gibt Pläne für eine Straßenbrücke über den Pannerdens-Kanal für die Verlängerung der niederländischen Autobahn A15.